# AKMU
AKMU (kor. 악뮤), także Akdong Musician (kor. 악동뮤지션) – południowokoreański duet składający się z rodzeństwa Lee Chan-hyuka i Lee Su-hyun. Zadebiutowali pod YG Entertainment w kwietniu 2014 roku wydając album studyjny Play, po wygranej w programie K-pop Star 2.
Ich debiutancki album Play został dobrze przyjęty przez publiczność i krytykę – piosenki z płyty sprzedały się w liczbie ponad 5 miliona pobrań i zdobył nagrodę dla najlepszego albumu popowego podczas 12. edycji Korean Music Awards, tym samym ustanawiając ich pozycję w koreańskim przemyśle muzycznym.

## Przed debiutem
Lee Chan-hyuk i Lee Su-hyun mieszkali z rodzicami-misjonarzami w Mongolii przez około pięć lat, po czym wrócili do Korei Południowej, aby rozpocząć karierę w przemyśle muzycznym. Rodzeństwo, pod nazwą Akdong Musician, dołączyło do swojej pierwszej wytwórni Proteurment i wkrótce wystąpiło na kilku scenach, a nawet wydało oryginalną piosenkę zatytułowaną „Galaxy”, która później została wykorzystana w reklamie telefonu Samsung Galaxy S4 w maju 2013 roku.
W sierpniu 2012 roku duet uczestniczył we wstępnych przesłuchaniach do programu K-pop Star 2 w Jamsil Arena, w Seulu. Wkrótce później wystąpili w pierwszej rundzie, gdzie zaśpiewali cover „Breathe” Miss A i oryginalną piosenkę zatytułowaną „Don't Cross Your Legs” (kor. 다리꼬지마). Jeden z sędziów, Park Jin-young, pochwalił chemię między rodzeństwem i techniki, które zastosowali w swoich występach. BoA pochwaliła tekst ich oryginalnej piosenki, a Yang Hyun-suk nazwał ich „prawdziwymi artystami”. Ukończyli program na pierwszym miejscu. Niektóre z ich oryginalnych piosenek, które wykonali podczas programu, zostały wydane przez LOEN Entertainment: „You are Attractive” (kor. 매력있어) została wydana 12 grudnia 2012 roku i natychmiast osiągnęła pierwsze miejsce na listach Gaon Chart. Pomimo braku kontraktu z agencją muzyczną, brali udział w reklamach i skomponowali kilka piosenek, w tym „I Love You” do serialu stacji tvN Nae yeon-aeui modeungeot. 24 maja 2013 roku, miesiąc po wygranej, rodzeństwo podpisało wyłączną umowę z YG Entertainment.

## Dyskografia

### Albumy studyjne
- Play (2014)
- Winter (2017)
- Sailing (2019)

### Minialbumy
- Spring (2016)
- Next Episode (2021)

### Single album
- Summer Episode (2017)

## Trasy koncertowe
- AKMU 1st Live Tour "AKMU Camp" (2014)
- AKMU Studio (2016)
- AKMU "Diary" (2017)
- AKMU [Hanghae] TOUR (kor. AKMU [항해] TOUR) (2019–2020)